# 11 d'Andròmeda
11 d'Andròmeda (11 Andromedae) és una estrella de la constel·lació d'Andròmeda. Té una magnitud aparent de 5,44.